# Angela Maria
Angela Maria, nom artístic d'Abelim Maria da Cunha (Macaé, Rio de Janeiro; 13 de maig de 1929 – São Paulo, São Paulo; 29 de setembre de 2018), va ser una cantant, compositora i actriu brasilera, considerada una de les millors veus de l'MPB i escollida "Reina de la Ràdio" el 1954. És una de les cantants brasileres que més discos han venut, prop de 60 milions d'unitats.
Intèrpret de cançons com Babalu (Margarita Lecuona), Gente Humilde (Garoto/Chico Buarque/Vinicius de Moraes), Cinderela (Adelino Moreira) i Orgulho (Waldir Rocha/Nelson Wederkind), va servir com a font d'inspiració per a artistes com Elis Regina, Djavan, Milton Nascimento, Ney Matogrosso, Cesária Évora i Gal Costa i conquerit l'admiració de personalitats com Édith Piaf, Getúlio Vargas, Juscelino Kubitschek, Amália Rodrigues i Louis Armstrong.

## Carrera artística
La cantant va néixer l'any 1929 a Macaé, en l'interior de Rio. De família molt humil, la seva mare era mestressa de casa, i el seu pare, pastor de l'església baptista. Per aquest motiu, des de nena va cantar en el cor d'una església propera i amb això va anar aprenent a estimar la música i l'univers de les melodies. Durant la infància i adolescència, a causa de dificultats financeres, va viure amb la família a les ciutats de Niterói, São Gonçalo i Nova Iguaçu, fins que van traslladar-se definitivament a l'antiga capital brasilera. Durant la seva joventut va treballar en la cadena de muntatge d'una fàbrica de bombetes, i també com de teixidora en una fàbrica, però sempre va somiar amb ser cantant. En aquesta època, ja va compondre les seves primeres cançons. La jove desitjava fer carrera en la música, però el seu pare no n'era partidari, per ser molt religiós, volent que la filla es convertís a la religió evangèlica i es casés aviat. No tenia el desig de viure així, i va perseguir el seu gran somni, que era cantar. Va participar en diversos concursos de ràdio fins que va ser contractada en una d'elles, cantant i també participant de novel·les radiofòniques, però no podia deixar que el pare ho esbrinés. La solució va ser inventar un curs de costura, després de la jornada laboral, quan en realitat anava a treballar a la ràdio. Per evitar que algú la reconegués, cantava amb una veu més suau i va empescar-se un pseudònim: Angela Maria. Va continuar presentant-se a concursos musicals, com al Pescando Estrelas o al famós Dancing Avenida. No va ser fins a l'any 1951, ja amb l'aval de la família, que no va enregistrar el primer disc.

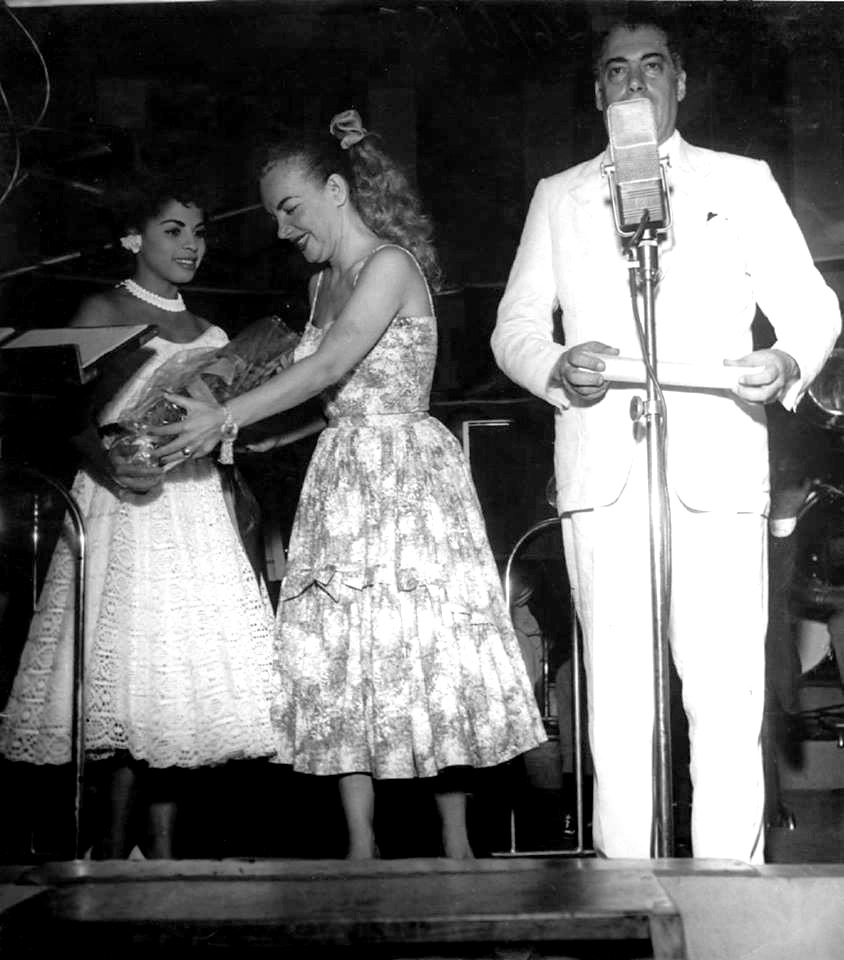
Angela Maria amb Carmen Miranda i Almirante, 1955.

Angela Maria en una entrega de premis, 1959.

Angela Maria es va consagrar com una de les grans intèrprets del gènere samba-cançó, al costat de Maysa, Nora Ney i Dolores Duran. Amb gran èxit al Brasil, va passar a viatjar pel món amb cançons belíssimas en la seva veu, considerada molt harmònica. A més de cantant, va fer cursos de teatre i va actuar en cinema, en la comèdia Portugal... Minha Saudade (Amácio Mazzaropi. 1973).
En les eleccions municipals de 2012, es va presentar com a regidora de la ciutat de São Paulo pel PTB, sense resultar escollida.

## Vida personal
Angela explicava sense embuts els seus patiments personals. Mai va aconseguir tenir fills, a causa d'una endometriosi, que va ser diagnosticada encara en l'adolescència, el que la va deixar molt sacsejada. A més, els mitjans de comunicació sempre tocaven en aquest assumpte de la maternitat, ferint-la. Tot i passar per incomptables tractaments de fertilització, mai va aconseguir quedar-se embarassada.
De les seves relacions amoroses, va destacar el matrimoni amb l'empresari carioca Rodolfo Valentino Aleksitch. La parella va divorciar-se el 1965, després de set anys casats. En l'època en què es va casar, Angela Maria estava en el cim de la carrera i havia acumulat un considerable patrimoni financer. La cantant narraria anys després que, per compte de tants problemes personals i professionals, va desenvolupar depressió, i que havia intenta suïcidar-se. Va demandar els seus assessors, que no pagaven els seus comptes i la robaven constantment.
El 1967, desesperada amb la seva vida, sense recursos financers i barallada amb la família, va mudar-se a São Paulo, disposada a començar de zero. Tot i desenvolupar una carrera més continguda, va continuar sent rodejada per assessors i parelles deshonestes. Finalment va poder recuperar l'estatus d'estrella musical, gràcies a amics com Cauby Peixoto i Dalva de Oliveira, i a la seva darrera parella, Daniel D'Ângelo, amb qui va conviure fins a la mort de la cantant. Angela i Daniel es van conèixer el 1979 i van adoptar 4 nens: Angela Cristina, Lis Angela, RosAngela i Alexandre. Després de 33 anys junts, van decidir oficialitzar la unió. El 13 de maig de 2012, el dia del 83è aniversari de la cantant (ell en tenia 51), es van casar oficialment.
Angela Maria va morir a la ciutat de São Paulo, a pocs mesos de completar 90 anys, el dia 29 de setembre de 2018, en el transcurs d'una infecció generalitzada, que va derivar en parada cardíaca, després de 34 dies hospitalitzada. La vetlla i l'enterrament van ser programats per al dia següent, en el Cementiri de Congonhas.

## Homenatges
Va ser homenatjada per l'escola de samba paulista Rosas de Ouro, que amb el samba-enredo Sapoti es va consagrar campiona del carnaval paulista de 1994. Aquell mateix any, el cantant Ney Matogrosso va gravar el disc Estava Escrito, en homenatge a Angela Maria. L'àlbum conté cançons del repertori de la cantant que van quedar consagrades en la seva veu.
El 2015 va ser llançada la seva biografia (Angela Maria: A eterna cantora do Brasil) escrita pel periodista Rodrigo Faour, que va comptar amb els testimonis de la cantant.

## Discografia

### Àlbums d'estudi
| Any  | Àlbum                                                       | Discogràfica  |
| ---- | ----------------------------------------------------------- | ------------- |
| 1954 | A Rainha Canta                                              | Copacabana    |
| 1955 | Sucessos de Ontem na Voz de Hoje                            | Copacabana    |
| 1956 | Angela Maria Apresenta                                      | Copacabana    |
| 1957 | Quando Os Maestros Se Encontram Com Angela Maria            | Copacabana    |
| 1958 | Quando os Astros se Encontram                               | Copacabana    |
| 1958 | Para Você Ouvir e Dançar                                    | Copacabana    |
| 1959 | Angela Maria Canta Sucessos de David Nasser                 | Copacabana    |
| 1959 | Angela Maria Apresenta Fernando César e Seus Amigos         | Copacabana    |
| 1960 | Quando a Noite Vem                                          | Continental   |
| 1961 | Não Tenho Você                                              | Continental   |
| 1962 | Incomparável                                                | RCA Victor    |
| 1962 | Angela Maria Canta Para o Mundo                             | RCA Victor    |
| 1963 | Angela Maria Canta Para o Mundo - Vol. 2                    | RCA Victor    |
| 1963 | Presença de Angela Maria                                    | RCA Victor    |
| 1964 | Angela a Maior Maria                                        | RCA Victor    |
| 1965 | Boneca                                                      | Copacabana    |
| 1966 | Angela Maria Interpreta Boleros                             | Copacabana    |
| 1966 | A Brasileiríssima Angela Maria                              | Copacabana    |
| 1967 | O Samba Vem Lá de Cima                                      | Copacabana    |
| 1967 | Meu Amor é Uma Canção                                       | Copacabana    |
| 1968 | A Grande Mentira                                            | Copacabana    |
| 1969 | Angela em Tempo Jovem                                       | Copacabana    |
| 1970 | Angela de Todos os Temas                                    | Copacabana    |
| 1971 | Angela                                                      | Copacabana    |
| 1972 | Angela                                                      | Copacabana    |
| 1975 | Angela                                                      | Copacabana    |
| 1977 | Angela Maria                                                | Copacabana    |
| 1977 | Os Mais Famosos Tangos                                      | Copacabana    |
| 1977 | Os Mais Famosos Fados                                       | Copacabana    |
| 1978 | Com Amor e Carinho                                          | Odeon         |
| 1979 | Angela & Timóteo Juntos                                     | Odeon         |
| 1980 | Apenas Mulher                                               | Odeon         |
| 1982 | Estrelas da Canção                                          | Odeon         |
| 1982 | Angela & Cauby                                              | Odeon         |
| 1983 | Sempre Angela                                               | Odeon         |
| 1985 | Angela Maria                                                | RGE           |
| 1987 | Angela Maria                                                | RGE           |
| 1996 | Amigos                                                      | Columbia      |
| 1997 | Pela Saudade que me Invade (Um Tributo a Dalva de Oliveira) | Columbia      |
| 1999 | Angela & Agnaldo Sucesso Sempre                             | Sony          |
| 2003 | Disco de Ouro                                               | Lua Music     |
| 2011 | Eu Voltei                                                   | Lua Music     |
| 2013 | Angela e Cauby - Reencontro                                 | Nova Estação  |
| 2015 | Angela à Vontade em Voz & Violão                            | Nova Estação  |
| 2017 | Angela Maria e as Canções de Roberto & Erasmo               | Biscoito Fino |

### Àlbums en directe
| Any  | Àlbum                           | Discogràfica |
| ---- | ------------------------------- | ------------ |
| 1992 | Angela & Cauby - Ao Vivo        | RCA          |
| 2018 | Angela Maria & Nelson Gonçalves | Nova Estação |

### Recopilatoris
| Any  | Àlbum                        | Discogràfica |
| ---- | ---------------------------- | ------------ |
| 1955 | Sucessos de Angela Maria     | Copacabana   |
| 1955 | Sucessos de Angela Maria Nº2 | Copacabana   |
| 1956 | Isto é Angela Maria!         | RCA Victor   |
| 1957 | Sucessos de Angela Maria Nº3 | Copacabana   |
| 1959 | Angela Maria                 | Copacabana   |
| 1973 | Série Colagem                | Copacabana   |

## Filmografia
| - 1954 - Rua Sem Sol .... actriu convidada - 1955 - O Rei do Movimento - 1956 - Fuzileiro do Amor - 1956 - Com Água na Boca - 1956 - Fugitivos da Vida - 1956 - O Feijão é Nosso - 1956 - Tira a Mão Daí! | - 1957 - Rio, Zona Norte - 1957 - Dorinha no Soçaite - 1957 - Feitiço do Amazonas - 1957 - Metido a Bacana - 1957 - O Negócio Foi Assim - 1957 - O Samba na Vila - 1957 - Rio Fantasia | - 1959 - Quem Roubou Meu Samba? - 1961 - América de Noite - 1961 - Caminho da Esperança - 1966 - 007 1/2 no Carnaval - 1967 - Carnaval Barra Limpa - 1973 - Portugal... Minha Saudade - 1975 - A Extorsão |